# Lough Conn
Lough Conn (irisch Loch Con) ist der größte See im County Mayo in der Provinz Connacht in Irland. Er umfasst etwa 57 km² und ist bei Fliegenfischern sehr beliebt. Mit seinem unmittelbaren Nachbarn, dem Lough Cullin im Süden, ist er durch den River Moy mit dem Meer verbunden. Durch seine steinigen Ufer hat er mehr das Gepräge eines Bergsees. Eine Anzahl von Inseln (Annagh, Castle, Glass und Roe Island) liegt südlich der Errew Halbinsel. Unweit seines Nordufers liegt Crossmolina, ein Wanderparadies.

Cloghan's Pier am Lough Conn